# انغا هابيل
انغا هابيل (بالألمانية: Inga Abel )‏ (و. 1946 – 2000 م) هي ممثلة، وممثلة مسرحية ألمانية، ولدت في دوسلدورف، توفيت في دوسلدورف، عن عمر يناهز 54 عاماً، بسبب سرطان.

## وصلات خارجية
- انغا هابيل على موقع IMDb (الإنجليزية)
- انغا هابيل على موقع ميوزك برينز (الإنجليزية)
- انغا هابيل على موقع ديسكوغز (الإنجليزية)
- انغا هابيل على موقع قاعدة بيانات الفيلم (الإنجليزية)

- انغا هابيل في قاعدة بيانات الأفلام على الإنترنت